# Dụ ngôn Người Samari nhân lành

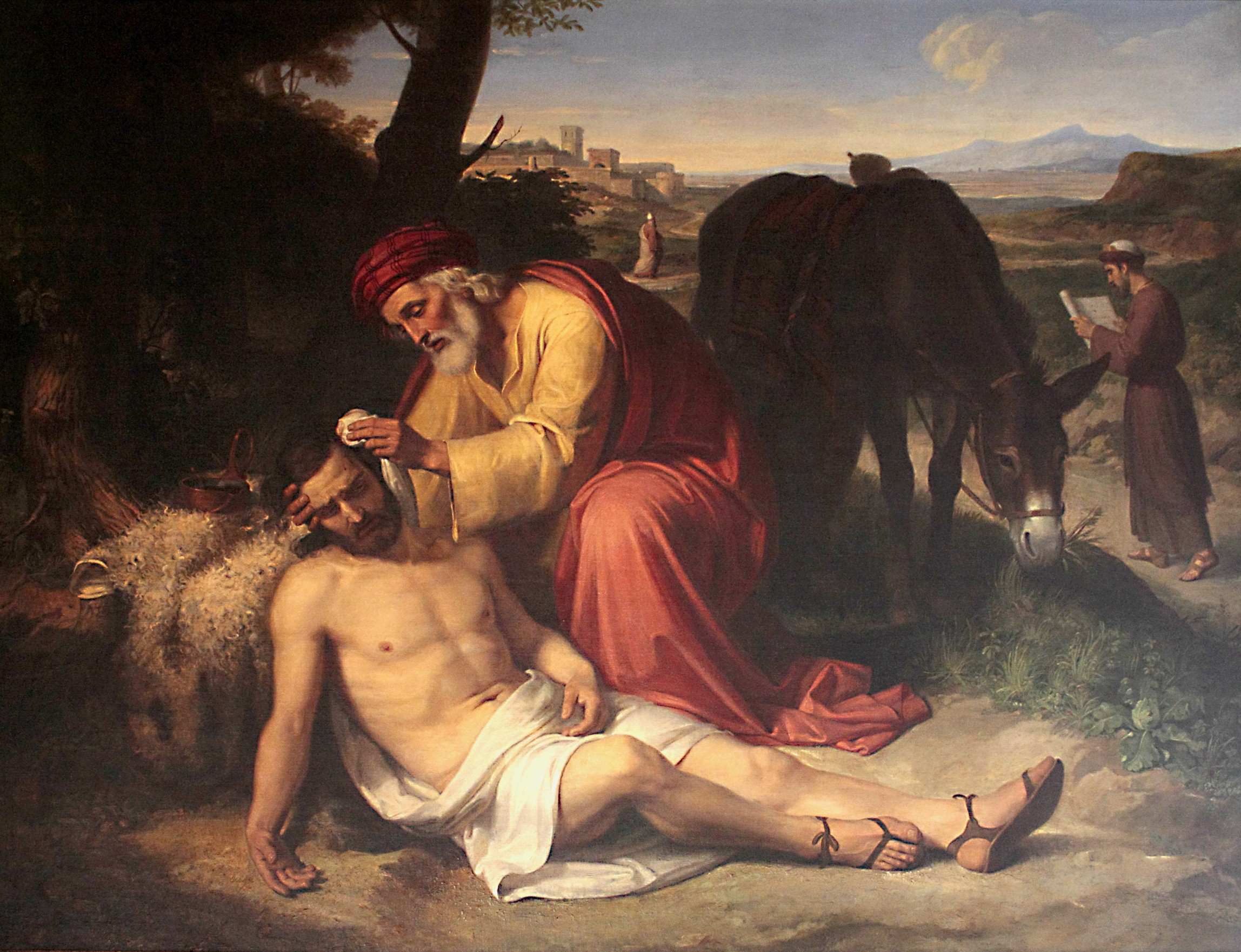
Người Samari nhân lành, tranh Pelegrín Clavé y Roqué (1838)

Người Samari nhân lành hay Người Samari nhân đức là một dụ ngôn được Lu-ca ghi lại trong sách Phúc âm mang tên ông. Nhiều người tin rằng đây là dụ ngôn của Chúa Giê-su được thuật lại nhằm chuyển tải thông điệp khuyến khích lòng nhân ái dành cho mọi người, và tinh thần của Luật pháp là quan trọng hơn văn tự. Trong dụ ngôn này, Chúa Giê-su mở rộng định nghĩa về người lân cận vượt quá quan niệm thông thường.

## Dụ ngôn
Trong sách Tin mừng theo thánh Luca, dụ ngôn được dẫn vào bằng một câu hỏi, hay còn được gọi là "Điều răn lớn":
Và này có người thông luật kia đứng lên hỏi Đức Giê-su để thử Người rằng: "Thưa Thầy, tôi phải làm gì để được sự sống đời đời làm gia nghiệp?"
Người đáp: "Trong Luật đã viết gì? Ông đọc thế nào?"
Ông ấy thưa: "Ngươi phải yêu mến Đức Chúa, Thiên Chúa của ngươi, hết lòng, hết linh hồn, hết sức lực, và hết trí khôn ngươi, và yêu mến người thân cận như chính mình."
Đức Giê-su bảo ông ta: "Ông trả lời đúng lắm. Cứ làm như vậy là sẽ được sống."

Nhưng ông ấy muốn chứng tỏ là mình có lý, nên mới thưa cùng Đức Giê-su rằng: "Nhưng ai là người thân cận của tôi?"— Lc 10:25–29

Chúa Giê-su đáp lại câu hỏi của người thông luật bằng một câu chuyện:
Đức Giê-su đáp: "Một người kia từ Giê-ru-sa-lem xuống Giê-ri-khô, dọc đường bị rơi vào tay kẻ cướp. Chúng lột sạch người ấy, đánh nhừ tử, rồi bỏ đi, để mặc người ấy nửa sống nửa chết. Tình cờ, có thầy tư tế cũng đi xuống trên con đường ấy. Trông thấy người này, ông tránh qua bên kia mà đi. Rồi cũng thế, một thầy Lê-vi đi tới chỗ ấy, cũng thấy, cũng tránh qua bên kia mà đi. Nhưng một người Sa-ma-ri kia đi đường, tới ngang chỗ người ấy, cũng thấy, và chạnh lòng thương. Ông ta lại gần, lấy dầu lấy rượu đổ lên vết thương cho người ấy và băng bó lại, rồi đặt người ấy trên lưng lừa của mình, đưa về quán trọ mà săn sóc. Hôm sau, ông lấy ra hai quan tiền, trao cho chủ quán và nói : 'Nhờ bác săn sóc cho người này, có tốn kém thêm bao nhiêu, thì khi trở về, chính tôi sẽ hoàn lại bác.' Vậy theo ông nghĩ, trong ba người đó, ai đã tỏ ra là người thân cận với người đã bị rơi vào tay kẻ cướp?" 
Người thông luật trả lời: "Chính là kẻ đã thực thi lòng thương xót đối với người ấy." 
Đức Giê-su bảo ông ta: "Ông hãy đi, và cũng hãy làm như vậy."— Lc 10:30–37

## Bối cảnh

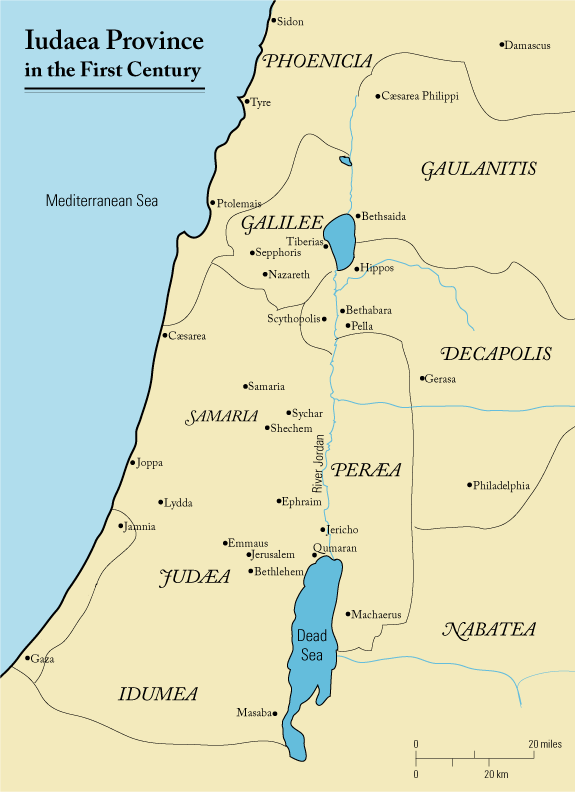
Bản đồ tỉnh Giuđê vào thế kỳ 1, cho thấy Giê-ri-khô (Jericho) nằm ở phía Bắc biển Chết còn Giê-ru-sa-lem (Jerusalem) nằm ở phía Tây.

Điều quan trọng cần lưu ý ở đây là người dân xứ Samari vào thời ấy bị đố kỵ và khinh miệt như là dân bội giáo trong mắt của người Do Thái, là những người đang quây quần lắng nghe Chúa Giê-su kể câu chuyện này. Như thế, qua dụ ngôn, Chúa Giê-su chọn cho mình chủ đề chống phân biệt chủng tộc và đề cao tinh thần hoà hợp giữa các dân tộc. Lúc ấy, cộng đồng người Samari đang bị thu hẹp dần đến mức gần như tuyệt chủng, dẫn đến hệ quả ngày càng ít người gặp gỡ hay tiếp xúc với người Samari, hoặc ngay cả nghe nói về họ. Hầu như không còn ai lưu ý đến sự tồn tại của họ.
Suốt trong những ngày sống trên đất, Chúa Giê-su luôn bị những thầy thông giáo và người Pharisee theo đuổi để cáo buộc ngài là gần gũi với những kẻ thâu thuế và phường tội lỗi, "Các người Pharisee và các thầy thông giáo phàn nàn với môn đồ Ngài rằng: Sao các ông lại ăn uống với phường thu thuế và bọn người tội lỗi?". Do đó, trong dụ ngôn này, Chúa Giê-su khẳng định những lý lẽ khiến ngài hành động như thế, như được thuật lại trong Phúc âm Lu-ca, "Chúa Giê-su đáp: Không phải người khỏe mạnh cần thầy thuốc, song là người đau ốm. Ta không đến để gọi người công chính, song gọi kẻ có tội ăn năn".
Người bị kẻ cướp trấn lột trong dụ ngôn là hình ảnh của những người đau ốm, thương tật trong tâm linh. Những người đầu tiên gặp kẻ khốn khổ đang nằm bên đường là thầy tư tế và người Lê-vi - những người có nhiệm vụ chăm sóc và giúp đỡ người khác - lại là những kẻ vội vàng tránh đi: một nghịch lý diễn ra trong dụ ngôn này, những người được xã hội xem là đạo cao đức trọng lại là những kẻ vô trách nhiệm, trong khi một kẻ bị xã hội khinh miệt, là người chịu đưa lưng gánh vác. Có lẽ thầy tư tế tự biện minh rằng nếu cứu giúp người mắc nạn thì buộc phải chạm tay vào thân thể một kẻ bội giáo, như thế, theo cách luận giải luật pháp của họ, sẽ trở nên bất khiết và phải thực hiện nghi lễ thanh tẩy theo đòi hỏi của lề luật Moses. Thầy tư tế thà bỏ đi để giữ mình tinh sạch theo quy định dành cho giới tư tế hơn là cứu một mạng người. Người Lê-vi (chức sắc phụng sự trong đền thờ) cũng hành động tương tự. Một thách thức ẩn giấu trong dụ ngôn này, nếu lời biện minh là đúng: Chúng ta chỉ nên thể hiện lòng nhân ái khi thuận tiện, hay cần phải đi ra để tích cực giúp đỡ người khác?". Thư của Giacôbê chương 4, câu 17 bình luận rằng: "Cho nên, kẻ biết làm điều lành mà chẳng làm, thì phạm tội."

## Ẩn dụ

### Ẩn dụ về lòng nhân ái

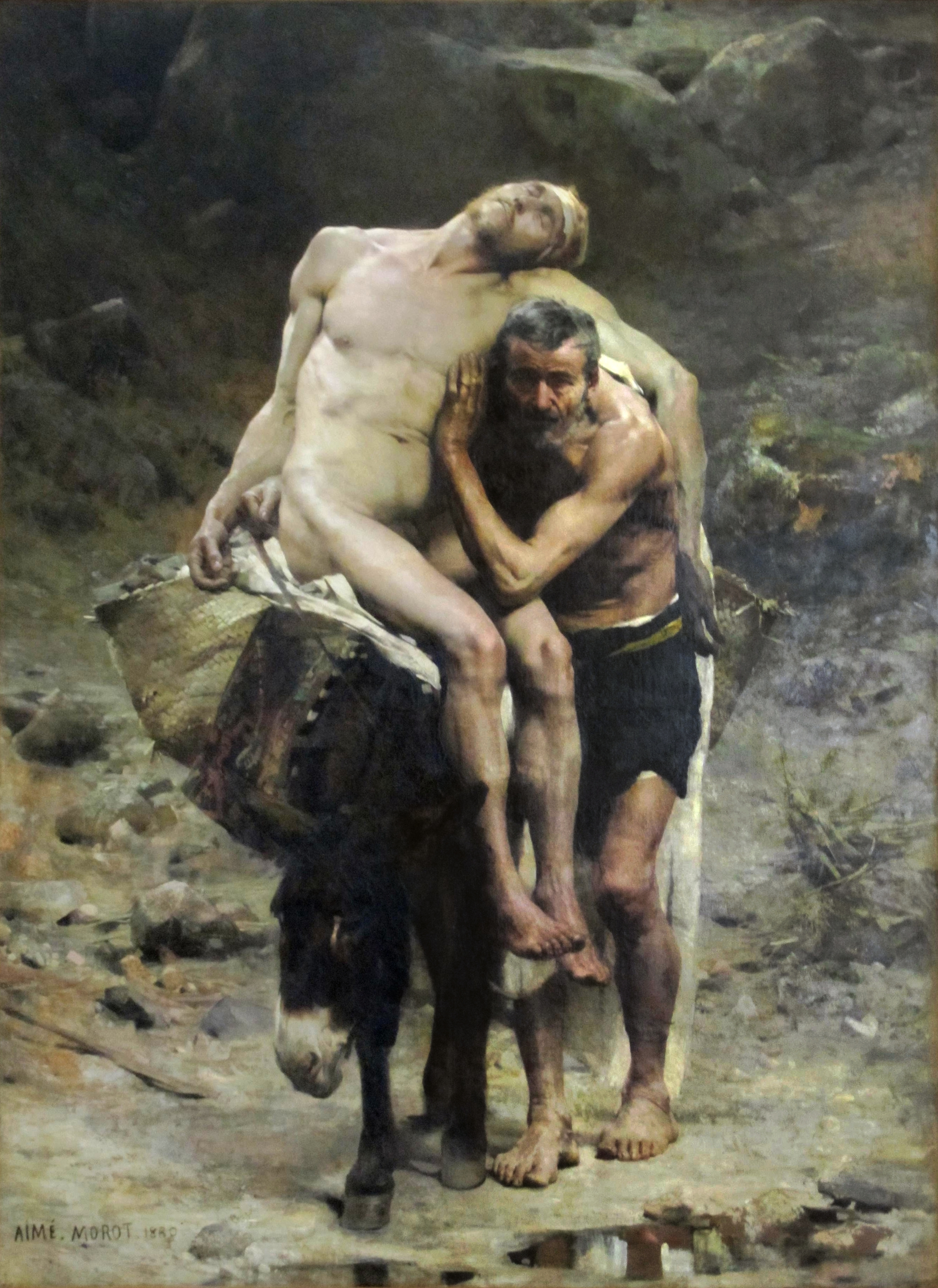
Người Samari nhân lành, tranh vẽ của Aimé Morot, 1880

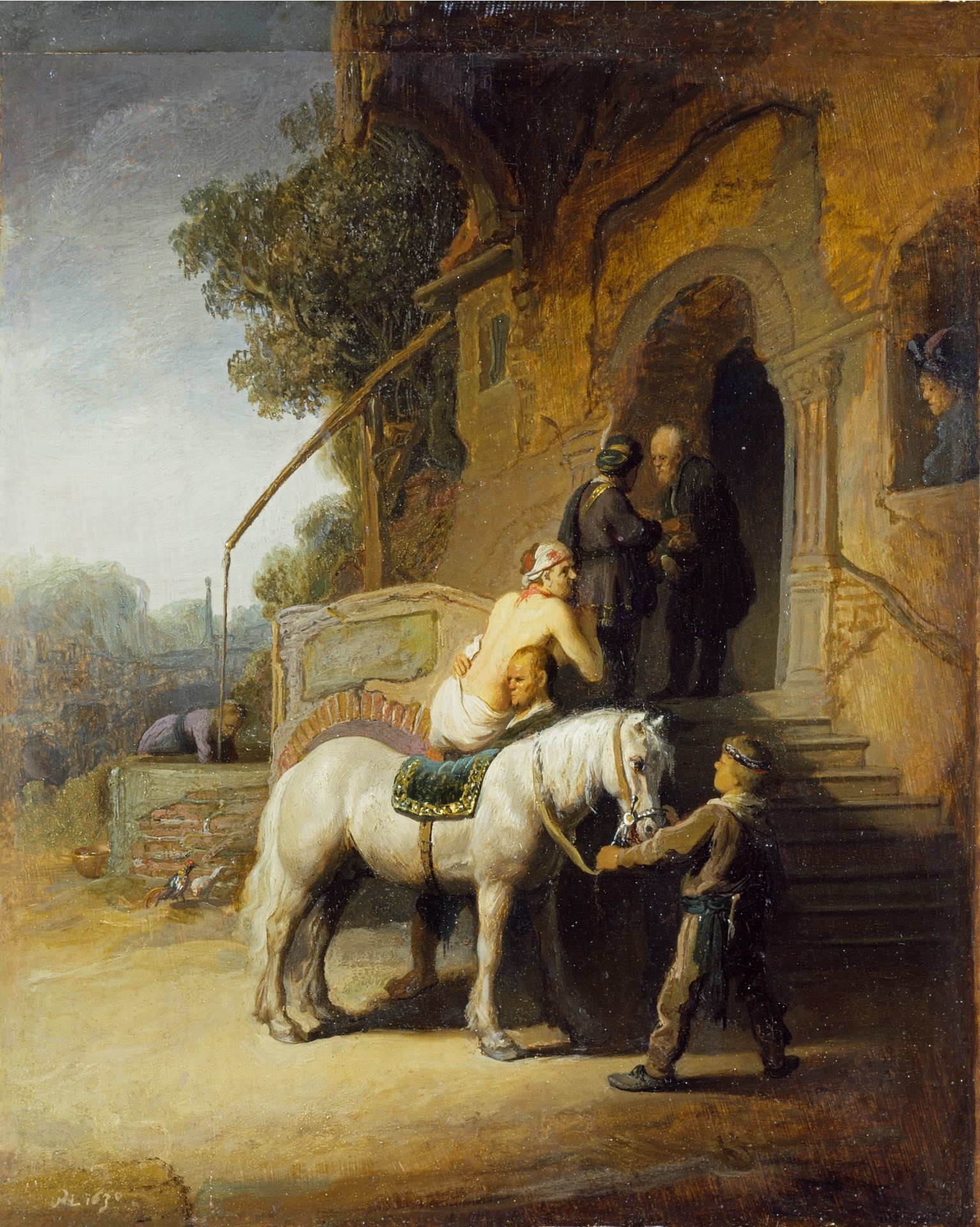
Tranh vẽ của Rembrandt

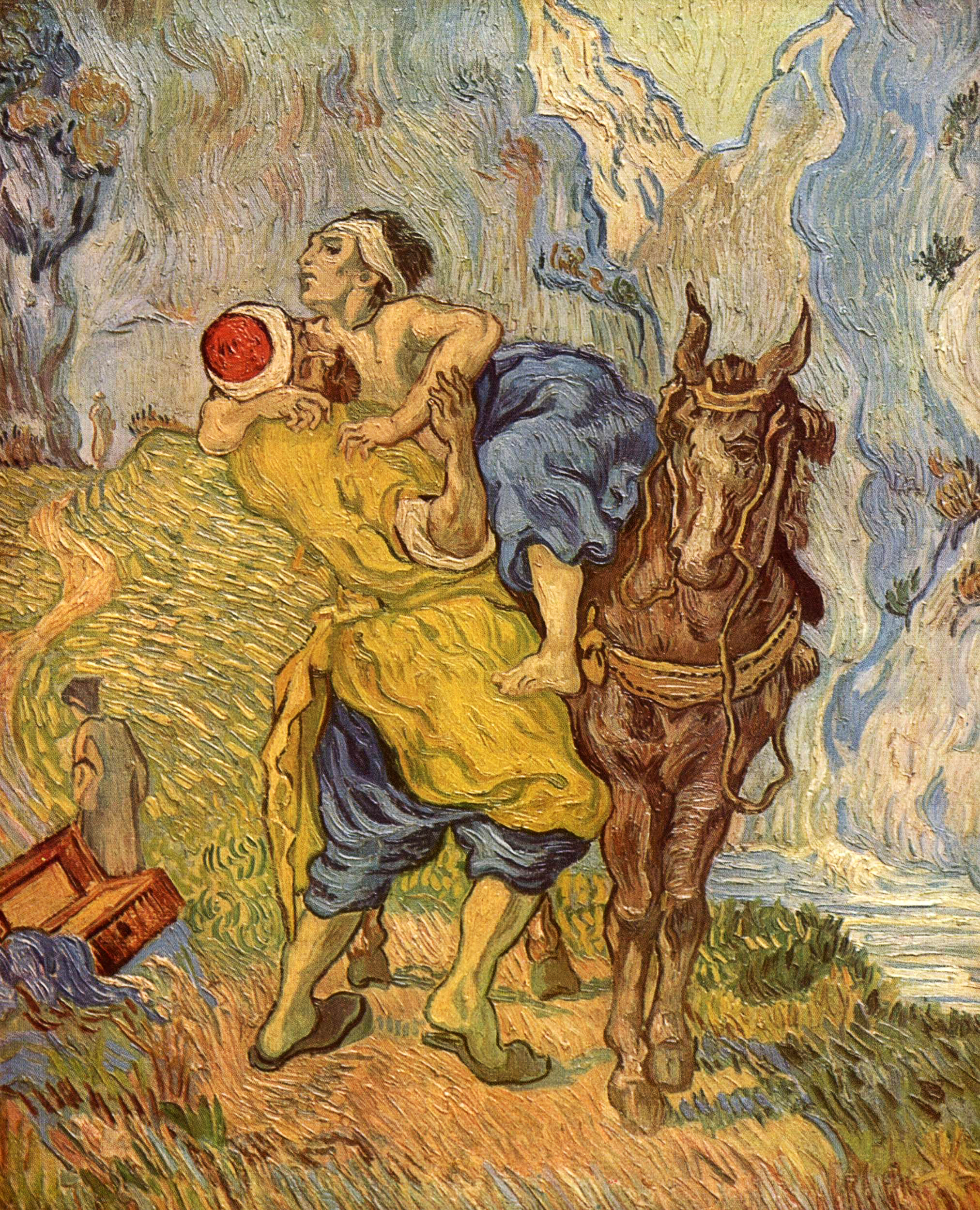
Tranh vẽ của van Gogh

Phúc âm Mátthêu kể rằng, khi được một người hỏi: "Thưa Thầy, trong sách Luật Mô-sê, điều răn nào là điều răn trọng nhất?" (Mt 22:36) thì Giê-su đã trả lời: "Ngươi phải yêu mến Đức Chúa, Thiên Chúa của ngươi, hết lòng, hết linh hồn và hết trí khôn ngươi." (Mt 22:37); và ngài nói thêm: "ngươi phải yêu người thân cận như chính mình." (Mt 22:39).
Thế nào là người thân cận (có bản dịch khác là người lân cận hay người láng giềng), trong Dụ ngôn Người Samari nhân lành này, có thể hiểu Giê-su giải thích đó là bất cứ người nào mà ta gặp, người thân cận ở đây bao gồm tất cả những người đang cần giúp đỡ, và như thế phải tỏ sự nhân ái, biết quan tâm người khác.
Trong bài giảng trên núi, Giê-su cũng nhắc nhở "Phúc thay ai xót thương người, vì họ sẽ được Thiên Chúa xót thương." (Mt 5:7) và "Anh em đã nghe Luật dạy rằng: Hãy yêu đồng loại và hãy ghét kẻ thù. Còn Thầy, Thầy bảo anh em: hãy yêu kẻ thù và cầu nguyện cho những kẻ ngược đãi anh em." (Mt 5:44)

### Ẩn dụ về sự Sa ngã của Loài người và về sự Cứu rỗi
Theo luận giải của John W. Welch:
"Nội dung của dụ ngôn này là rất thú vị và có ý nghĩa ứng dụng thực tế. Nhưng sâu xa hơn nữa, truyền thống lâu đời của Cơ Đốc giáo xem dụ ngôn này là ẩn dụ về sự sa ngã của loài người và ân sủng cứu rỗi Thiên Chúa dành cho họ. Sự thông hiểu ý nghĩa câu chuyện người Samari nhân lành của hội thánh sơ khai được thể hiện trên những tác phẩm nghệ thuật ở một giáo đường danh tiếng xây dựng từ thế kỷ 11 tại thành phố Chartres ở nước Pháp. Trên một trong những cửa sổ của nhà thờ, phần trên vẽ tranh Adam và Eva lúc bị đuổi khỏi vườn Eden do phạm tội, và ngay bên dưới là tranh vẽ về câu chuyện người Samari nhân lành." Cách luận giải theo biểu tượng này là phổ biến trong thời kỳ Trung Cổ... Từ thế kỷ thứ 2, Irênê ở Pháp và Clêmentê thành Alexandria đã nhận ra rằng người Samari nhân lành là biểu tượng cho Chúa Giê-su đang cứu rỗi loài người sa ngã mang đầy thương tích của tội lỗi. Origênê, một môn đệ của Clêmentê, giải thích rằng cách luận giải theo phép ẩn dụ này lưu truyền từ các tín hữu Cơ Đốc thời kỳ hội thánh tiên khởi:
Người đàn ông đang trên đường đi xuống biểu trưng cho Adam. Giê-ru-sa-lem là thiên đàng, Giê-ri-khô là thế gian. Kẻ cướp là quyền lực thù địch. Thầy tư tế là Luật pháp, người Lê-vi là các tiên tri, người Samari là Chúa Giê-su. Các vết thương là lòng bội nghịch của con người đối với Thiên Chúa, con lừa là thân thể Chúa, quán trọ, nơi đón tiếp mọi người muốn vào, là hội thánh... Người chủ quán trọ là đầu của hội thánh, là người chăm sóc nạn nhân. Và lời hứa của người Samari sẽ trở lại biểu trưng cho sự tái lâm của Chúa Giê-su.
Cách giải thích theo phép ẩn dụ này không chỉ được loan truyền bởi các môn đệ đầu tiên của Chúa Giê-su, mà còn được lưu truyền suốt thời kỳ sơ khai của Cơ Đốc giáo bởi các giáo phụ như Irênê, Clêmentê, và Origênê. Trong thế kỷ thứ tư và thứ năm có Chrysostom thành Constantinopolis, Ambrôsiô thành Milano, và Augustinô thành Hippo".

## Ảnh hưởng
Dụ ngôn này là một trong những chuyện kể nổi tiếng nhất trong Kinh Thánh và ảnh hưởng của nó sâu rộng đến nỗi trong văn hoá phương Tây ngày nay, thuật ngữ "Người Samari" được dùng để chỉ người rộng lòng nhân ái, sẵn sàng ra tay giúp đỡ những người khốn khó mà không chút ngại ngần. Tại nhiều quốc gia nói tiếng Anh, luật "người Samari nhân lành" ra đời nhằm miễn thuế tính trên khoản tiền một công dân đóng góp cho các quỹ từ thiện.
Ngày nay câu chuyện người Samari nhân lành được kể lại hầu như khắp nơi trên thế giới, thường được cải biên để thích ứng với những dị biệt về văn hoá và điều kiện xã hội tại nơi chốn mà nó được truyền đến.